# Capela de Nossa Senhora da Piedade (Ponta do Sol)
A Capela de Nossa Senhora da Piedade é uma capela situada na Ponta do Sol, na Madeira. Foi construída no século XVIII em estilo maneirista e reformulada no século XIX.